# 나가노현 제3구
나가노현 제3구(長野県 第3区)는 일본의 중의원 선거구이다. 1994년 공직선거법으로 신설되었다.

## 지역
- 우에다시
- 고모로시
- 사쿠시
- 도미시
- 미나미사쿠군
  - 고우미정
  - 가와카미 촌
  - 미나미마키촌
  - 미나미아이키촌
  - 기타아이키촌
  - 사쿠호정
- 기타사쿠군
  - 가루이자와정
  - 미요타정
  - 다테시나정
- 지사가타군
  - 아오키촌
  - 나가와정
- 하니시나군
  - 사카키정